# Flower of Scotland
Flower of Scotland  (Bloem van Schotland) is een van de onofficiële volksliederen van Schotland. Het werd in de jaren '60 geschreven door Roy Williamson van de folkband The Corries en is vooral populair bij internationale sportwedstrijden zoals voetbal en rugby.
Het lied beschrijft de overwinning van de Schotse koning Robert the Bruce op koning Eduard II van Engeland in de Slag bij Bannockburn in 1314. De Schotten waren ver in de minderheid, maar wisten nu na jaren hun tirannen te verdrijven.
Oudere liederen die als Schots volkslied worden gebruikt, zijn Scots Wha Hae (het strijdlied dat vooruit kijkt naar de slag, 18e eeuw) en Scotland the Brave.
In het debat over de keuze van een enkel volkslied, zei de eerste minister van Schotland, Jack McConnell, in maart 2006: "Flower Of Scotland werkt in Murrayfield (Stadion), bijvoorbeeld, daar is het prikkelend en het zwiept de massa op, het zwiept het team op, en ik denk zeker, tot op zekere hoogte, dat het de tegenstander intimideert."
Bij de Gemenebestspelen in 2002 in het Engelse Manchester viel de keuze echter op Scotland the Brave. Dat vindt de politicus ook wel begrijpelijk, omdat het daar "meer voor de melodie dan voor de woorden" wordt gespeeld.

## Tekst
| Engelse versie | Schots-Gaelische versie | Schotse versie (Scots) | Nederlandse versie |
| O Flower of Scotland, When will we see Your like again, That fought and died for, Your wee bit Hill and Glen, And stood against him, Proud Edward's Army, And sent him homeward, To think again. The Hills are bare now, And Autumn leaves Lie thick and still, O'er land that is lost now, Which those so dearly held, That stood against him, Proud Edward's Army, And sent him homeward, To think again. Those days are past now, And in the past They must remain, But we can still rise now, And be the nation again, That stood against him, Proud Edward's Army, And sent him homeward, To think again. O Flower of Scotland, When will we see Your like again, That fought and died for, Your wee bit Hill and Glen, And stood against him, Proud Edward's Army, And sent him homeward, To think again. | O Fhlùir na h-Alba, cuin a chì sinn an seòrsa laoich a sheas gu bàs 'son am bileag feòir is fraoich, a sheas an aghaidh feachd uailleil Iomhair 's a ruaig e dhachaidh air chaochladh smaoin? Na cnuic tha lomnochd 's tha duilleach Foghair mar bhrat air làr, am fearann caillte dan tug na seòid ud gràdh, a sheas an aghaidh feachd uailleil Iomhair 's a ruaig e dhachaigh air chaochladh smaoin. Tha 'n eachdraidh dùinte ach air dìochuimhne chan fheum i bhith, is faodaidh sinn èirigh gu bhith nar Rìoghachd a-rìs a sheas an aghaidh feachd uailleil Iomhair 's a ruaig e dhachaidh air chaochladh smaoin. O Fhlùir na h-Alba, cuin a chì sinn an seòrsa laoich a sheas gu bàs 'son am bileag feòir is fraoich, a sheas an aghaidh feachd uailleil Iomhair 's a ruaig e dhachaidh air chaochladh smaoin? | O Flouer o' Scotland, Whan will we see Your like again, That focht and dee'd for, Your wee bit Hill an Glen, An stuid agin him, Prood Edward's Airmy, An sent him hamewart, Tae 'hink again. The Hills is bare nou, An Autumn leafs Lies thick an still, Ower land that is lost nou, That thae sae dearly held, That stuid agin him, Prood Edward's Airmy, An sent him hamewart, Tae 'hink again. Thir days is past nou, An in the past They maun remain, But we can aye rise nou, An be the nation again, That stuid agin him, Prood Edward's Airmy, An sent him hamewart, Tae 'hink again. O Flouer o' Scotland, Whan will we see Your like again, That focht an dee'd for, Your wee bit Hill an Glen, An stuid agin him, Prood Edward's Airmy, An sent him hamewart, Tae 'hink again. | O Bloem van Schotland, Wanneer zien we Uw gelijke weer, Die vochten en stierven Voor uw kleine beetje heuvels en dalen, En tegen hem op stonden, Trotse Edward's leger, En hem terugstuurde naar huis, Om nog eens na te denken. De heuvels zijn nu kaal En herfstbladeren Liggen er dik en stil Over land dat nu verloren is Dat hen zo dierbaar was, Die tegen hem op stonden Trotse Edward’s leger, En hem terugstuurde naar huis Om nog eens na te denken. Die dagen zijn verleden tijd En in het verleden Moeten ze blijven, Maar we kunnen herrijzen, en weer de natie zijn, Die tegen hem op stonden Trotse Edward’s leger, En hem terugstuurde naar huis Om nog eens na te denken. O Bloem van Schotland, Wanneer zien we Uw gelijke weer, Die vochten en stierven voor Uw kleine beetje heuvels en dalen, En tegen hem op stonden, Trotse Edward's leger, En hem terugstuurde naar huis, Om nog eens na te denken. |

## Voetnoten
1. ↑  Murrayfield Stadium in Edinburgh, thuis van het nationale rugbyteam.